# Виша хокејашка лига
Виша хокејашка лига (ВХЛ; рус. Высшая хоккейная лига, ВХЛ) представља друго по јачини професионално клупско такмичење у хокеју на леду на подручју Русије. Лига има отворени карактер, те поред клубова из Русије у њој учествују и клубови из Казахстана (раније и клубови из Белорусије и Украјине). 
Такмичења ВХЛ лиге одржавају се под патронатом Савеза хокеја на леду Русије. Одлука о оснивању лиге донета је 24. новембра 2009, док је оснивачка скупштина одржана 22. октобра 2010. године. 
Највећи број учесника лиге има потписане уговоре о сарадањи са клубовима елитне Континенталне хокејашке лиге.

## Учесници и формат такмичења
Број екипа које учествују у такмичењу зависи превасходно од заинтересовансоти истих за овај ниво такмичења, те од финансијске ситуације у клубовима. Клубови са јаком навијачком базом и стабилном финансијском ситуацијом обично прелазе у виши ранг КХЛ лигу, а многи клубови из ВХЛ постају тзв. фарм клубови екипа из КХЛ-а. 
У три сезоне лиге до сада је учествовало укупно 29 клубова. 
Систем такмичења се такође мења у зависности од сезоне, и креће се од класичног двокружног бод система са доигравањем преко система конференција и дивизија (такође са доигравањем). У плејоф се сваке сезоне пласира укупно 16 екипа са најбољим резултатима у лигашком делу такмичења.

## Учесници у сезони 2013/14.
| Екипа              | Град            | Дворана                          | Капацитет | КХЛ сарадња        | Основан | У лиги од |
| ------------------ | --------------- | -------------------------------- | --------- | ------------------ | ------- | --------- |
| ХК Челмет          | Чељабинск       | Ледена дворана Јуност            | 3.650     | ХК Трактор         | 1948.   | 2010.     |
| ХК Ижстаљ          | Ижевск          | ЛД Ижстаљ                        | 3.900     | ХК Северстаљ       | 1959.   | 2010.     |
| ХК Казцинк Торпедо | Уст-Каменогорск | Ледена дворана Борис Александров | 4.400     |                    | 1955.   | 2010.     |
| ХК Сариарка        | Караганда       | Караганди арена                  | 5.500     |                    | 2006.   | 2012.     |
| ХК Рубин           | Тјумењ          | Спортска дворана Тјумењ          | 3.300     | ХК Адмирал         | 1959.   | 2010.     |
| ХК Спутник         | Нижњи Тагил     | ЛД Сотников                      | 4.200     | ХК Автомобилист    | 1948.   | 2010.     |
| ХК Јермак          | Ангарск         | Арена Јермак                     | 6.900     | ХК Авангард        | 1958.   | 2010.     |
| ХК Торос           | Нефтекамск      | Ледена дворана (Нефтекамск)      | 1.900     | ХК Салават Јулајев | 1988.   | 2010.     |
| ХК Молот Прикамје  | Перм            | Спортска дворана Молот           | 6.000     |                    | 1948.   | 2010.     |
| ХК Јужни Урал      | Орск            | СД Јубилејни                     | 4.500     | Металург Мг.       | 1958.   | 2010.     |
| ХК Заураље         | Курган          | Ледена дворана Мостовик          | 2.500     | ХК Сибир           | 1962.   | 2010.     |
| ХК Сокол           | Краснојарск     | Арена Север                      | 2.600     | ХК Спартак Москва  | 1977.   | 2011.     |
| ХК ВМФ-Карелија    | Кондопога       | Ледена дворана (Кондопога)       | 1.850     | ХК СКА             | 2008.   | 2010.     |
| ХК Саров           | Саров           | Ледена дворана (Саров)           | 1.200     | ХК Торпедо         | 2002.   | 2010.     |
| ХК Кристал         | Саратов         | Спортска дворана Кристал         | 5.000     | ХК Њефтехимик      | 1948.   | 2010.     |
| ХК Дизељ           | Пенза           | Дизељ арена                      | 5.500     | Локомотив Ј.       | 1948.   | 2010.     |
| ХК Ариада          | Волжск          | Ледена дворана Ариада            | 2.250     | Металург Нк.       | 1996.   | 2010.     |
| Динамо Б.          | Балашиха        | Балашиха арена                   | 6.500     | Динамо Москва      | 2010.   | 2010.     |
| ХК Рјазањ          | Рјазањ          | Дворана Олимпијски               | 2.700     |                    | 1955.   | 2010.     |
| ХК Њефтјаник       | Аљметјевск      | СД Јубилејни                     | 2.200     | ХК Ак Барс         | 1965.   | 2010.     |
| ХК Кубањ           | Краснодар       | Ледена дворана (Краснодар)       | 3.100     |                    | 2012.   | 2012.     |
| ХК Буран           | Вороњеж         | СД Јубилејни                     | 3.040     | ХК Атлант          | 1977.   | 2012.     |
| ХК ТХК             | Твер            | Јубилејни                        | 1.980     | ХК ЦСКА            | 1996.   | 2012.     |
| ХК Лада            | Тољати          | Спортска дворана Волгар          | 2.900     | ХК Југра           | 1976.   | 2010.     |
| ХК Титан           | Клин            | Ледена дворана Валериј Харламов  | 1.500     | ХК Витјаз          | 1953.   | 2011.     |
| ХК Липецк          | Липецк          | СД Звездниј                      | 2.100     |                    | 1979.   | 2013.     |

### Мапа учесника
| •Сокол •ХК Казцинк Торпедо •Јермак •Сариарка •Ижстаљ •Рубин •ХК Челмет •Заураље •Јужни Урал •Торос Кристал• ХК Молот Прикамје •Спутник •Саров •Динамо Б. Титан• ХК ВМФ-Карелија Њефтјаник• Лада• Дизељ• ХК Ариада •ХК ТХК •ХК Рјазањ •Кубањ •Буран Липецк• |

## Руски класик
Утакмица Руског класика ВХЛ-а настала је по угледу на исти догађај који се традиционално одржава у НХЛ лиги (Херитиџ класик) и представља једну утакмицу која се током сезоне игра на отвореном стадиону. Први класик одигран је 17. фебруара 2012. у Краснојарску, а на тој утакмици састали су се домаћи Сокол и Локомотива из Јарославља. Локомотива је добила утакмицу са 3:2, а меч је уживо пратило 16.100 гледалаца. Сав приход од утакмице отишао је у добротворне сврхе жртвама авионске несреће у Јарослављу 2011. године. 

## Победници лиге
| Сезона   | Победник Братина купа | Финалиста            | Победник лигашког дела |
| -------- | --------------------- | -------------------- | ---------------------- |
| 2010/11. | Рубин Тјумењ          | Њефтјаник Аљметјевск | Рубин Тјумењ           |
| 2011/12. | Торос Њефтекамск      | Рубин Тјумењ         | Рубин Тјумењ           |
| 2012/13. | Торос Њефтекамск      | Сариарка Караганда   | Сариарка Караганда     |

## Учесници лиге и резултати по сезонама
Од оснивања лиге у садашњем облику током 2010, у првенству ВХЛ-а учествовало је укупно 29 екипа. Од тог броја свега 5 екипа ни једном није успело да обезбеди пласман у плејоф. 
| Екипа           | 2011. | 2012. | 2013. |
| --------------- | ----- | ----- | ----- |
| Рубин           | 1.    | 1.    | 2.    |
| Торос           | 2.    | 2.    | 3.    |
| Њефтјаник       | 3.    | 7.    | 4.    |
| Дизељ Пенза     | 7.    | 5.    | 16.   |
| Донбас          | —     | 3.    | —     |
| Молот Прикамје  | 4.    | 12.   | 13.   |
| Јермак          | 8.    | 6.    | 8.    |
| Спутник         | 12.   | 14.   | 6.    |
| Ариада          | 18.   | 9.    | 12.   |
| Лада Тољати     | 20.   | 13.   | 9.    |
| ХК ВМФ-Карелија | 11.   | 11.   | 18.   |
| Локомотива**    | —     | 22.   | 10.   |
| Челмет*         | 13.   | 10.   | 20.   |
| Кристал Саратов | 17.   | 23.   | 21.   |
| Сариарка        | —     | —     | 1.    |
| Буран           | —     | —     | 7.    |
| Јужни Урал      | 6.    | 4.    | 5.    |
| Казцинк Торпедо | 9.    | 8.    | 14.   |
| ХК Саров        | 5.    | 17.   | 15.   |
| Заураље         | 10.   | 16.   | 25.   |
| Динамо Балашиха | 19.   | 20.   | 11.   |
| Криља Советов   | 14.   | —     | —     |
| Рјазањ          | 15.   | 21.   | 27.   |
| ХК Титан        | —     | 15.   | 22.   |
| ХК Ижстаљ       | 16.   | 19.   | 26.   |
| ХК Кубањ        | —     | —     | 17.   |
| ХК Сокол        | —     | 18.   | 24.   |
| ТХК Твер        | —     | —     | 19.   |
| Јуност Минск    | —     | —     | 23.   |

| Боја        | Значење                        |
| ----------- | ------------------------------ |
| Црвена      | Освајач трофеја Братина        |
| Жута        | Финалиста плејофа              |
| Зелена      | Полуфиналисти првенства        |
| Светлоплава | Полуфиналисти конференције     |
| Плава       | Учасници плејофа               |
| Тамноплава  | Екипе без пласмана у плејоф    |
| Сива        | Без учешћа у лиги у тој сезони |

* Укључујући и историјат учешћа под именом Мечел.
** Локомотива се такмичи са другим тимом Локомотива ВХЛ, док је само једну сезону А тим играо у овом рангу.